# John Weller
John Weller (* 28. November 1877 in Peckham, London, Vereinigtes Königreich Großbritannien und Irland; † 31. August 1966) war ein englischer Erfinder und Konstrukteur. 

## Leben
Zusammen mit einem seiner Brüder gründete er 1899 das kurzlebige Unternehmen Weller Brothers zum Bau von Motorrädern und Automobilen; 1904 gründete er gemeinsam mit dem Finanzier John Portwine die Autocars and Accessories, Ltd., wo insbesondere der wirtschaftlich erfolgreiche dreirädrige Lastentransporter Auto-Carrier entstand. Daraus ging 1907 die Automarke AC und 1921 die AC Cars Ltd. hervor. Bereits 1922 verkauften Weller und Portwine ihre Firmenanteile an Selwyn Edge und dessen Partner, jedoch blieb Weller dem Unternehmen weiter als Motorenentwickler verbunden.
Viele von Wellers Erfindungen und Patentanmeldungen betreffen automatische Spann- und Führungseinrichtungen von Kettentrieben. Seit den ausgehenden 1920er-Jahren suchte man im Kraftfahrzeugbau nach besseren und preiswert herzustellenden Antrieben obenliegender Nockenwellen für Viertaktmotoren. Eine konstruktive Lösung stellt der sogenannte Weller-Trieb dar, bei dem unter Ausnutzung von Wellers Patenten ein Stirnradantrieb mit einem Kettentrieb kombiniert ist. Diese Lösung wurde 1927 von A.J.S. zur Ablösung eines Königswellenantriebs bei einem Motorradmotor und 1932 von Hermann Reeb beim neu konstruierten Motor der Horex S 600 aufgegriffen.